# Христо Ботев (булевард във Варна)
Вижте пояснителната страница за други значения на Христо Ботев.
„Христо Ботев“ е булевард във Варна, който преминава през града в посока изток-запад. Той започва като продължение на бул. „Мария Луиза“ след кръстовището с бул. „Владислав Варненчик“ пред площад „Независимост“ и Варненската катедрала във Варненския център. Негово продължение на югозапад е Аспаруховия мост и Магистрала „Черно море“.

## Обекти
Северна страна
- Варненска митрополия
- Площад Св. св. Кирил и Методий
- Бензиностанция Лукойл

Южна страна
- Варненска часовникова кула
- Туристически информационен център
- СОУ „Димчо Дебелянов“
- Македонски културен дом (Варна)
- Юнашки салон